# 丹野義昭
丹野 義昭（たんの　よしあき、1960年10月5日 - ）は、日本のピアニスト、キーボーディスト、ボーカリスト、作曲家、編曲家、音楽プロデューサー。
北海道夕張市出身。国立音楽大学ピアノ科卒業後、チューリップの正式メンバーとして加入。解散後は数多くのアーティストのツアー、スタジオ・ミュージシャンとして活動。

## 概要
4歳からピアノを習い始める。
1971年春山ひろし作詞の「山道」に初の作曲をして、音楽雑誌「教育音楽」で最優秀賞を獲得。
1972年 TVドラマ「笛吹童子」のエンディングテーマを歌いポリドールからデビュー。元々の志望はクラシック音楽の演奏家であり、大学でもピアノ演奏を専攻。途中からシンガーソングライターを志した。
国立音楽大学ピアノ科を卒業後、1985年にチューリップの正式メンバーとして加入。6枚のアルバムの中で、4曲のオリジナル曲を発表。チューリップ解散後は、少年隊、大橋純子、辛島美登里、財津和夫、イルカ、天童よしみなど数多くのアーティストのツアー、スタジオ・ミュージシャンとして活動。ゲーム音楽、ドラマ音楽制作、ディレクター、プロデューサーとして数多くの作品を手掛け活動。未来の音楽人の育成で、学校の音楽講師としても活動。
2020年、オンラインボーカルレッスン展開中。
2021年、任意団体「こころの音」を設立。幅広い音楽家とのコラボレーションを展開する。

## コンサート年表
- チューリップ1985-1989年
- 田原俊彦 1989年
- 少年隊1990年
- 池田聡 1990年
- 佐々木望 1990年
- 大橋純子 1990年-1992年
- 辛島美登里 1991年-1992年
- 瀬能あづさ 1992年
- 財津和夫 1993年-1996年
- イルカ 1993年-2005年
- 篠原美也子 1994年-1995年
- コロッケ1997年
- 有里知花 2001年-2002年
- 高橋ひろ 2001年-2002年
- 夏川りみ 2005年
- 飯田圭織 2006年
- 天童よしみ 2003年-2012年
- 宮城伸一郎 2011年-2015年
- 紫の花 2015年-2022年
- 花岡幸代 2015年〜
- 湖月わたる2017年〜
- 高木隆次（クローバー）2021年〜

その他多数

## レコーディング（アルバム）
- チューリップ
  - 『コンサートはチューリップ』
  - 『Jack is a boy』
  - 『PRIMARY COLOR』
  - 『そんなとき女を好きになる』
  - 『Well』
  - 『TULIP FINAL TOUR Well』
- 財津和夫
  - 『City Swimmer』
  - 『Z氏の悪い趣味』
  - 『サボテンの花』
  - 『I must be crazy』
  - 『愛はちっとも難しくない』
  - 『CALL』
  - 『Naked Heart』
- クールス
  - 『original COOLS 90 ALIVE』
- INVOICE
  - 『平成戯画』
  - 『Cycles of History』
- イルカ
  - 『羅針盤の上』
  - 『ミモザの下で』
  - 『こころね』

その他多数

## ディレクション（アルバム）
- チューリップ
  - 『PRIMARY COLOR』
- 財津和夫
  - 『I must be crazy』
  - 『City Swimmer』
  - 『Z氏の悪い趣味』
- 麗奈
  - 『約束』

## TVドラマ音楽作曲・編曲
- 土曜ワイド劇場「車椅子の弁護士」1997年
- ドラマ30『ワンハート〜この空の下で〜』2003年1月～3月

## 作詞・作曲・ボーカル
- チューリップ
  - 『一秒が愛』（作詞：宮城伸一郎と共作）
  - 『Change ～ I Love You』（作詞：宮城伸一郎）
  - 『Room#1022』
  - 『STATION』

## ボーカル 幼少時代
- 『戦え笛吹童子』1972年（ポリドール）
- 『黒猫のタンゴ』1972年（ポリドール）
- 『おもちゃ屋ケンちゃん』1973年（ポリドール）

## 出版・ビデオ
- 『フレックスアートミュージックスクール』（ピアノ通信教育全6巻）1998年
- ライブビデオ多数

## ゲーム音楽作曲・編曲
- 『東京バス案内』（ドリームキャスト）2000年

## 学校講師
- 東京スクールオブミュージック講師（1999年～2001年）
- 尚美学園音楽科講師（1999年～2001年）
- デジタルアーツ東京講師（2002年～2018年）
- 仙台コミュニケーションアート専門学校講師（2007年～2015年）
- 日本芸術高等学園講師（2007年～2018年）
- 日本芸術専門学校講師（2009年～2018年）